# Kubas damlandslag i fotboll
Kubas damlandslag i fotboll representerar Kuba i fotboll på damsidan. Dess förbund är Asociación de Fútbol de Cuba.